# Neckera yunnanensis
Neckera yunnanensis är en bladmossart som beskrevs av Johannes Enroth 1996. Neckera yunnanensis ingår i släktet fjädermossor, och familjen Neckeraceae. Inga underarter finns listade i Catalogue of Life.